# Portèth de Luishon
Portèth de Luishon (francès Portet-de-Luchon) és un municipi francès, situat al departament de l'Alta Garona i a la regió d'Occitània.